# Saxifraga x finnisiae
Saxifraga x finnisiae es una planta herbácea de la familia de las saxifragáceas.
Es un híbrido compuesto por las especies Saxifraga aretioides, Saxifraga aizoides, Saxifraga lilacina y Saxifraga media.

## Taxonomía
Saxifraga x finnisiae fue descrita por Horny, Soják & Webr y publicado en Skalniky 1974: 27 1974.
Etimología
Saxifraga: nombre genérico que viene del latín saxum, ("piedra") y frangere, ("romper, quebrar"). Estas plantas se llaman así por su capacidad, según los antiguos, de romper las piedras con sus fuertes raíces. Así lo afirmaba Plinio, por ejemplo.
finnisiae: epíteto
Cultivares
- Saxifraga x finnisiae 'Parcevalis'